# Gooseham
Gooseham – osada w Anglii, w Kornwalii. Leży 115 km na północny wschód od miasta Penzance i 314 km na zachód od Londynu.